# Panathīnaïkos Athlītikos Omilos (pallavolo maschile)
Il Panathīnaïkos Athlītikos Omilos è una società di pallavolo maschile, con sede ad Atene: milita nel campionato greco di Volley League e fa parte dell'omonima società polisportiva.

## Rosa 2021-2022
| N° | Nome                     | Ruolo | Data di nascita   | Nazionalità sportiva |
| -- | ------------------------ | ----- | ----------------- | -------------------- |
| 2  | Vasilīs Seremetīs        | S     | 19 settembre 2003 | Grecia               |
| 3  | Dīmītrīs Gkaras          | L     | 12 novembre 1985  | Grecia               |
| 5  | Sōtīrīs Synadinos        | L     | 9 marzo 2000      | Grecia               |
| 6  | Theofanīs Rousopoulos    | P     | 21 luglio 2000    | Grecia               |
| 7  | Athanasios Prōtopsaltīs  | S     | 12 settembre 1993 | Grecia               |
| 8  | Axel Jacobsen            | P     | 10 luglio 1984    | Danimarca            |
| 9  | Stathīs Arampopoulos     | S     | 20 giugno 1998    | Grecia               |
| 10 | Achilleas Mpasīs         | C     | 13 marzo 1994     | Grecia               |
| 11 | Aggelos Markou           | O     | 1º luglio 2003    | Grecia               |
| 12 | Lucas Rangel             | C     | 20 ottobre 1990   | Brasile              |
| 13 | Charalampos Andreopoulos | S     | 23 gennaio 2001   | Grecia               |
| 15 | Alexandros Raptīs        | S     | 16 febbraio 2000  | Grecia               |
| 19 | Bram Van den Dries       | O     | 14 agosto 1989    | Belgio               |
| 20 | Sašo Štalekar            | C     | 3 maggio 1996     | Slovenia             |

## Palmarès
- Campionato greco: 20

1963, 1965, 1966, 1967, 1969-70, 1970-71, 1971-72, 1972-73, 1974-75, 1976-77,
1981-82, 1983-84, 1984-85, 1985-86, 1994-95, 1995-96, 2003-04, 2005-06, 2019-20, 2021-22
- Coppa di Grecia: 6

1981-82, 1983-84, 1984-85, 2006-07, 2007-08, 2009-10
- Coppa di Lega: 2

2019-20, 2021-22
- Supercoppa greca: 1

2006